# Куполовидная мозаика
Куполовидная мозаика — непериодическая мозаика евклидова трёхмерного пространства, предложенная Джоном Конвеем и Чарльзом Радином. Базовые сплошные плитки представляют собой полупризмы, расположенные по шаблону, который в основном основан на их предыдущей конструкции, мозаике «Вертушка». Вращения, связывающие эти плитки, принадлежат группе G(6,4), порожденной двумя вращениями порядка 6 и 4, оси которых перпендикулярны друг другу. Эти вращения плотны в SO(3) .